# Elise Chabbey
Elise Chabbey   (Ginebra, 24 d'abril de 1993) és una ciclista suïssa de carretera, professional des del 2018 i que actualment corre per a l'equip FDJ-Suez en categoria UCI Women’s WorldTeam.
Ha guanyat el campionat nacional de ruta suís i també una etapa de la Volta a Catalunya entre els seus triomfs.

## Palmarès en ruta
- 2019
  - 1a al Tour de Berna
- 2020
  -  Campiona de Suïssa en ruta
- 2022
  -  Campiona del Món en contrarellotge per equips mixtos
- 2023
  -  Campiona del Món en contrarellotge per equips mixtos
- 2025
  - Vencedora d'una etapa a la Volta a Catalunya
  -  Guanyadora de la classificació de la muntanya al Tour de França
  - 1a al Tour de Romandia i Vencedora d'una etapa

### Resultats a les Grans Voltes

#### Giro d'Itàlia
- 2019. 27a posició
- 2020. 24a posició
- 2021. 10a posició
- 2022. 12a posició
- 2024. No surt a la 7a etapa

#### Tour de França
- 2022. 11a posició
- 2023. 36a posició
- 2024. No surt a la 4a etapa
- 2025. 28a posició i  guanyadora de la classificació de la muntanya

#### Volta a Espanya
- 2023. 24a posició i